# آيت بلكوم (واد الرمان)
آيت بلكوم هي إحدى مشيخات المملكة المغربية، تتبع جغرافيا لعمالة مكناس وإداريًا لواد الرمان. يقدر عدد سكانها بـ 2600 نسمة حسب الإحصاء الرسمي للسكان والسكنى لسنة 2004.